# Xorides elizabethae
Xorides elizabethae är en stekelart som först beskrevs av Charles Thomas Bingham 1898.  Xorides elizabethae ingår i släktet Xorides och familjen brokparasitsteklar. Inga underarter finns listade i Catalogue of Life.